# Abdon ben Hillel
Abdon (hebräisch עַבְדּוֹן, dienstbereit), der Sohn des Hillel aus Piraton, war der 10. Richter Israels, der im Buch der Richter aufgezählt wird. Abdon gehörte zum Stamm Ephraim. Er soll 40 Söhne und 30 Enkel gehabt haben, die auf 70 Eselsfüllen geritten seien. Abdon habe Israel acht Jahre lang beherrscht. Nach seinem Tod sei er am Amalekiterberg im Lande Ephraim beerdigt worden. Über seine Taten berichtet die Bibel nichts (Ri 12,13–15 ).
| Vorgänger | Amt     | Nachfolger |
| --------- | ------- | ---------- |
| Elon      | Richter | Samson     |